# Falanouc
Falanouc (danh pháp hai phần: Eupleres goudotii) là một loài động vật hữu nhũ trong họ Eupleridae, bộ Ăn thịt. Loài này được Doyère mô tả năm 1835. Đây loài đặc hữu Madagascar.

## Mô tả
Falanouc là động vật có vú nhỏ (khoảng 45–65 cm chiều dài với một cái đuôi dài 22–25 cm và cân nặng 2-4,5 kg). Bề ngoài tương đối giống các loài cầy mangut và cầy hương với chiếc đầu dài, nhỏ, mõm nhọn, chân ngắn. Vuốt không quặp và bộ răng giống như động vật ăn sâu bọ. Bộ lông dày màu nâu.
Falanouc sống chủ yếu trong các khu rừng nhiệt đới trên vùng đất thấp phía đông Madagascar. Chúng sống đơn độc và nhút nhát, có lối sống ban đêm hay nhưng cũng cả ban ngày. Con mồi chủ yếu của nó dường như là các loài động vật không có xương sống như giun, ốc sên, ốc, và ấu trùng.
Giao phối diễn ra trong tháng Bảy và tháng Tám và con non được sinh ra giữa tháng 11 và tháng Một. Con mẹ sinh một hoặc hai con. Các con non nặng khoảng 150 g khi sinh và mở mắt sau khi sinh. Trong vòng hai ngày sau khi sinh, con non có thể bắt chước mẹ trong quá trình tìm kiếm thức ăn. Chúng được cai sữa khi chín tuần tuổi.

## Hình ảnh

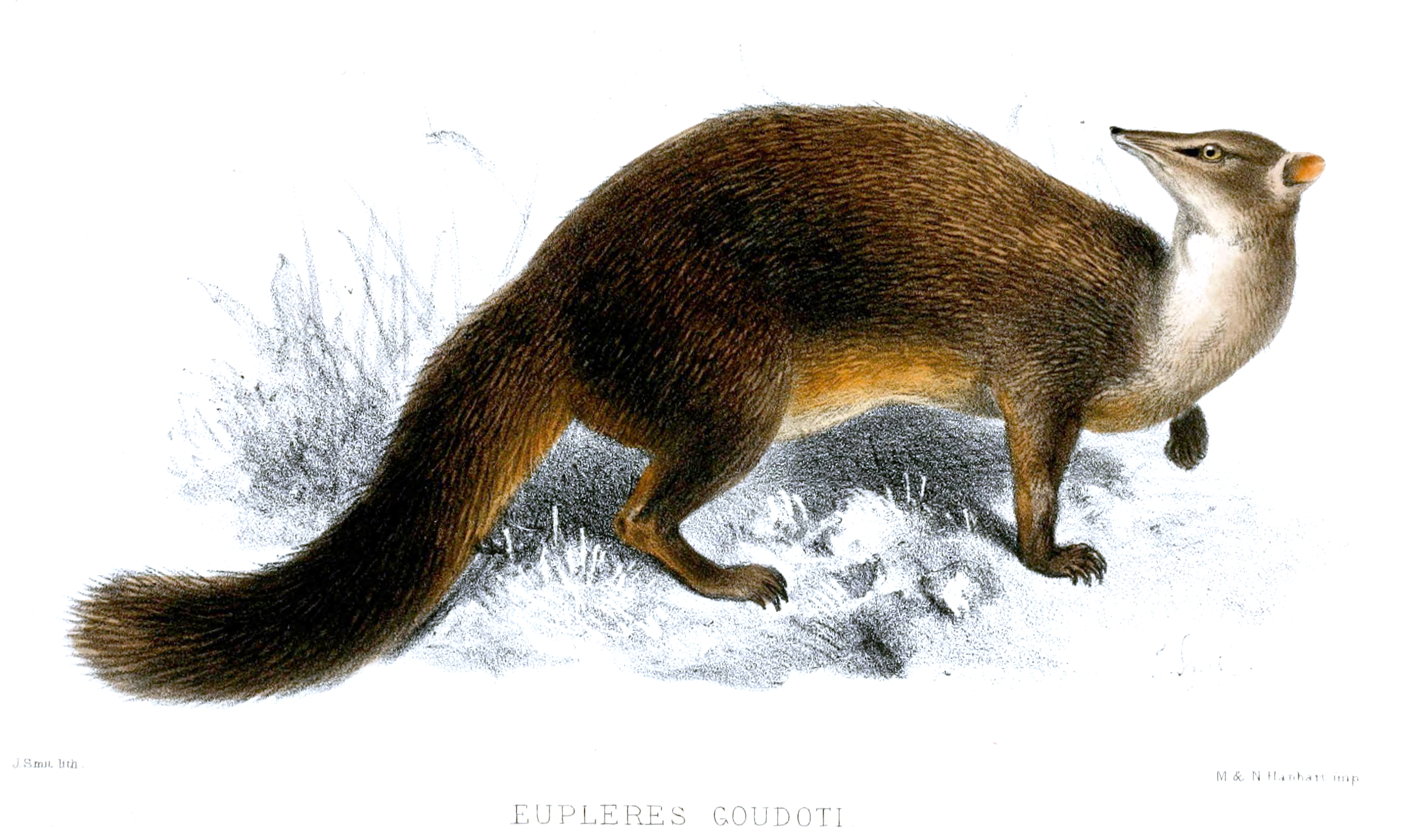
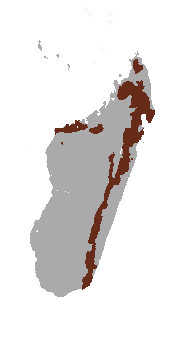